# Nguyệt Đức, Thuận Thành
Nguyệt Đức là một xã thuộc thị xã Thuận Thành, tỉnh Bắc Ninh, Việt Nam.

## Địa lý
Xã Nguyệt Đức có vị trí địa lý:
- Phía đông giáp phường Ninh Xá
- Phía tây giáp phường Hà Mãn và xã Ngũ Thái
- Phía nam giáp tỉnh Hưng Yên
- Phía bắc giáp các phường Thanh Khương và Gia Đông.

Xã Nguyệt Đức có diện tích 7,57 km², dân số năm 1999 là 7392 người, mật độ dân số đạt 976 người/km².

## Hành chính
Xã Nguyệt Đức chia thành 7 thôn: Quán Tranh, Thư Đôi, Kim Tháp, Yên Nhuế, Lê Xá, Điện Tiền, Đào Viên.

## Giao thông
Các tuyến, hệ thống giao thông quan trọng đi qua xã Nguyệt Đức (đây là xã có dự án đường vành đai 4 Hà Nội đi qua):
- Tỉnh lộ 281: từ Cầu Gáy đi quốc lộ 38...
- Đường liên xã Nguyệt Đức - Gia Đông.

## Văn hóa

### Di tích
Đình Làng Đào Viên thờ thánh tổ nghề đúc đồng Nguyễn Minh Không, tương truyền xưa ông là người truyền dạy nghề đúc đồng cho các làng nghề ở Nguyệt Đức.
Trên địa bàn xã Nguyệt Đức còn nhiều dấu tích chứng minh ở thế kỷ X nơi đây là trung tâm chiếm đóng của sứ quân Lý Khuê thời 12 sứ quân. Căn cứ vào thần tích và di vật còn ở Siêu Loại, Lý Khuê từng cho sửa lại thành Luy Lâu làm đại bản doanh. Nhưng thực chất chỉ là cái bẫy cho đối phương. Sự thật, ông đã bí mật cho đại quân kéo về ấp Cồi, nay thuộc làng Thư Đôi, xã Nguyệt Đức, huyện Thuận Thành xây dựng căn cứ chính. Tại đây, Lý Khuê đã cho xây dựng ấp thành căn cứ quân sự: Đào ao toàn bộ xung quanh ấp, đắp lũy cao, rồi trồng tre gai thật dầy. Cả ấp chỉ để hai cổng ra vào. Riêng cổng ở Ngõ Dưới hướng lên phía bắc, ông cho xây dựng rất kiên cố. Bên ngoài cổng cho đắp một cái bãi hình mũi mác chĩa ra đường cái, gọi là Bãi Mác. Cạnh đấy, ông còn cho xây một đồn canh có hình thù rất kỳ dị và độc đáo: Đồn nửa chìm nửa nổi, phần nổi có hình như một cái bụng người nên gọi là Đồn Bụng. Riêng Đồn Bụng sau này đã bị quân Minh tàn phá nên đổi tên gọi là Vườn Bụng ở giữa ngõ Ngoài và ngõ Giữa. Còn bên trong cho đắp những gò đống để khi bí thế thì rút quân vào đấy. Chỗ này gọi là Tầm Bùi. Ông còn cho đào một cái ao khá lớn, xung quanh cũng trồng tre gai dày đặc, dưới ao cũng thả rau muống, rau ngổ cho lên cao tốt. Ở giữa ao cho đắp một cái gò khá rộng để họp bộ chỉ huy. Chỗ này gọi là Vườn Phủ.

## Kinh tế
Nguyệt Đức là một xã thuần nông của thị xã Thuận Thành. Các diện tích đất nông nghiệp chủ yếu là cấy lúa hai vụ. Một số rất ít chân cao rìa thôn xóm là trồng rau màu. Về tiểu thủ công nghiệp hầu như chưa có gì. Trước đây thôn Đào Viên có nghề đúc đồng nhưng đã mai một hoàn toàn cách đây vài chục năm. Nghề phụ của xã không có gì. Những lúc nông nhàn hay mùa vụ, lao động của xã thường đi làm thuê mướn tại các khu đồng ở các xã thuộc huyện Gia Lâm, làm ở làng nghề tái chế nhựa Minh Khai, cây giống Trâu Quỳ, thợ nề xây dựng, đi sơn bả, đến những nơi có khu công nghiệp... Tuy là xã thuần nông không nghề phụ nhưng với sự cần cù vượt lên mà mấy năm trở lại đây hạ tầng dân cư cũng đã thay đổi rõ nét, nhiều nhà cao tầng mọc lên, đường xá được tỉnh đầu tư mở rộng trải nhựa sạch đẹp, bộ mặt nông thôn đang thay đổi mạnh mẽ.